# Малобоевский сельсовет
Малобоевский сельсовет — сельское поселение в Елецком районе Липецкой области Российской Федерации.
Административный центр — село Малая Боевка.

## История
Статус и границы сельского поселения установлены Законом Липецкой области от 23 сентября 2004 года № 126-ОЗ «Об установлении границ муниципальных образований Липецкой области»

## Население
| 2010 | 2012 | 2013 | 2014 | 2015 | 2016 | 2017 |
| ---- | ---- | ---- | ---- | ---- | ---- | ---- |
| 850  | ↘821 | ↘788 | ↘755 | ↗756 | ↘743 | ↘717 |
| 2018 | 2021 |      |      |      |      |      |
| ↘702 | ↗763 |      |      |      |      |      |

## Состав сельского поселения
| №  | Населённый пункт | Тип населённого пункта       | Население |
| -- | ---------------- | ---------------------------- | --------- |
| 1  | Васильевка       | деревня                      | 0         |
| 2  | Дерновка         | деревня                      | 0         |
| 3  | Ильинка          | деревня                      | 70        |
| 4  | Малая Боевка     | село, административный центр | 669       |
| 5  | Нетсево          | деревня                      | 0         |
| 6  | Петровские Круги | деревня                      | ↘49       |
| 7  | Рудневка         | деревня                      | 10        |
| 8  | Рябинка          | деревня                      | 1         |
| 9  | Сосенка          | деревня                      | 42        |
| 10 | Успенка          | деревня                      | ↘9        |